# 弗魯科姆 (密蘇里州)
弗魯科姆（英語：Flucom）是位於美國密蘇里州傑佛遜縣的非建制地區。

## 歷史
弗魯科姆的郵局於1891年設立，其後於1921年停運。

## 地理
弗魯科姆所處的海拔為高於海平面162米（即532英呎），而該地所採用的時區為UTC-6，即北美中部時區（CST）。同時該地設有夏令時間，為UTC-6調快一小時，即UTC-5（CDT）。